# Святослав Рихтер
Святослав Теофилович Рихтер е съветски пианист.

## Биография
Рихтер е роден в Житомир в семейство на немец (по признание на самия Святослав Рихтер в интервю за Бруно Монсанжеон: „Моят баща е чист немец.“) и рускиня.
Бащата на Рихтер е талантливият немски пианист, органист и композитор Теофил Данилович Рихтер (1872 – 1941), преподавател в Одеската консерватория и органист в градската немска църква („кирха“), майка му Анна Павловна Москалёва (1892 – 1963) е с дворянски произход. По време на Гражданската война семейство Рихтер по принуда е разделено, като Святослав е живял сам, без родителите си, в семейството на леля си Тамара Павловна в Житомир, докато майката и бащата – в Одеса. В началото на войната бащата на Рихтер е арестуван и разстрелян от комунистическата власт. Майка му отстъпва с немските войски в Германия.

## Награди
- Награда Сонинг, 1986 г.